# Waitress (musical)
Waitress (Camarera en Argentina) es un musical basado en la película homónima de 2007, con canciones de Sara Bareilles y libreto de Jessie Nelson. Su trama central gira en torno a Jenna, una joven camarera experta en la elaboración de tartas que lleva una anodina existencia en un pequeño pueblo estadounidense. Cuando inesperadamente se queda embarazada de su abusivo marido Earl, Jenna decide presentarse a un concurso de repostería en una localidad cercana cuyo primer premio podría permitirle comenzar una nueva vida.
Tras un periodo de prueba en Cambridge, Massachusetts, el espectáculo debutó el 24 de abril de 2016 en el Brooks Atkinson Theatre de Broadway, con Jessie Mueller al frente del reparto, y rápidamente se convirtió en un éxito de taquilla. La producción original neoyorquina bajó el telón por última vez el 5 de enero de 2020, después de 544 funciones regulares y 33 previas.
La buena acogida en Broadway posibilitó el salto a Londres, donde el musical se representó entre el 7 de marzo de 2019 y el 14 de marzo de 2020 en el Adelphi Theatre del West End. En un principio estaba prevista una temporada más larga, pero el cierre tuvo que ser adelantado debido a la pandemia de COVID-19.
En otoño de 2021, aprovechando el regreso de Waitress a la cartelera de Broadway con la propia Sara Bareilles en el papel protagonista, el espectáculo fue filmado en directo sobre el escenario del Ethel Barrymore Theatre para su posterior proyección en salas. La película se estrenó el 12 de junio de 2023 en el Festival de Cine de Tribeca.

## Desarrollo
A mediados de 2013, los productores Barry y Fran Weissler anunciaron que estaban preparando una versión musical de Waitress, un filme independiente de 2007 escrito y dirigido por Adrienne Shelly. Diane Paulus, quien acababa de ganar un premio Tony por Pippin, sería la responsable de dirigir el proyecto, que además contaría con libreto de Paula Vogel y canciones de Sara Bareilles. En diciembre de 2014 se confirmó que la obra tendría su première mundial en el American Repertory Theater de Cambridge antes de desembarcar en Broadway y que el libreto finalmente lo firmaría Jessie Nelson. Ese mismo mes se llevó a cabo el primer workshop en la ciudad de Nueva York con varios de los intérpretes que después estrenarían el espectáculo, incluyendo a la protagonista Jessie Mueller.

## Producciones
| Producción           | Teatro                     | Fecha de estreno        | Fecha de cierre          | Dirección            |
| Cambridge            | American Repertory Theater | 19 de agosto de 2015    | 27 de septiembre de 2015 | Diane Paulus         |
| Broadway             | Brooks Atkinson Theatre    | 24 de abril de 2016     | 5 de enero de 2020       | Diane Paulus         |
| Gira en Norteamérica | Varios                     | 17 de octubre de 2017   | 18 de agosto de 2019     | Diane Paulus         |
| West End             | Adelphi Theatre            | 7 de marzo de 2019      | 14 de marzo de 2020      | Diane Paulus         |
| Buenos Aires         | Teatro Metropolitan        | 17 de abril de 2019     | 4 de agosto de 2019      | Natalia del Castillo |
| Gira en Norteamérica | Varios                     | 7 de noviembre de 2019  | 12 de junio de 2022      | Diane Paulus         |
| Broadway             | Ethel Barrymore Theatre    | 2 de septiembre de 2021 | 20 de diciembre de 2021  | Diane Paulus         |
| Gira en Reino Unido  | Varios                     | 4 de septiembre de 2021 | 20 de agosto de 2022     | Diane Paulus         |
| Gira en EE. UU.      | Varios                     | 19 de abril de 2022     | 26 de junio de 2022      | Diane Paulus         |
| Ciudad de México     | Teatro San Rafael          | 12 de febrero de 2025   | En cartel                | Diane Paulus         |

Otras producciones
Waitress se ha representado en países como Argentina, Canadá, Estados Unidos, Filipinas, Finlandia, Irlanda, Israel, Japón, México, Polonia o Reino Unido, y ha sido traducido a varios idiomas diferentes.

## Números musicales
| Acto I - «What's Inside» - «Opening Up» - «The Negative» - «What Baking Can Do» - «Club Knocked Up» - «Pomatter Pie» - «When He Sees Me» - «It Only Takes a Taste» - «You Will Still Be Mine» - «A Soft Place to Land» - «Never Ever Getting Rid of Me» - «Bad Idea» | Acto II - «I Didn't Plan It» - «Bad Idea (Reprise)» - «You Matter to Me» - «I Love You Like a Table» - «Take It From an Old Man» - «She Used to Be Mine» - «Contraction Ballet» - «What's Inside (Reprise)» † - «Everything Changes» - «Opening Up (Finale)» |

† Canción no incluida en el álbum grabado por el reparto original de Broadway

## Repartos originales
| Personaje       | Cambridge (2015)     | Broadway (2016)        | Gira en Norteamérica (2017) | West End (2019)   | Buenos Aires (2019)  | Broadway (2021)        | Gira en Reino Unido (2021) | Ciudad de México (2025) |
| Jenna           | Jessie Mueller       | Jessie Mueller         | Desi Oakley                 | Katharine McPhee  | Josefina Scaglione   | Sara Bareilles         | Lucie Jones                | Aitza Terán             |
| Dr. Pomatter    | Drew Gehling         | Drew Gehling           | Bryan Fenkart               | David Hunter      | Guido Balzaretti     | Drew Gehling           | Matt Willis                | Vince Miranda           |
| Becky           | Keala Settle         | Keala Settle           | Charity Angél Dawson        | Marisha Wallace   | Natalia Cociuffo     | Charity Angél Dawson   | Sandra Marvin              | Denisha                 |
| Dawn            | Jeanna de Waal       | Kimiko Glenn           | Lenne Klingaman             | Laura Baldwin     | Maida Andrenacci     | Caitlin Houlahan       | Evelyn Hoskins             | Mónica Campos           |
| Joe             | Dakin Matthews       | Dakin Matthews         | Larry Marshall              | Shaun Prendergast | Mario Pasik          | Dakin Matthews         | Michael Starke             | Gerardo González        |
| Ogie            | Jeremy Morse         | Christopher Fitzgerald | Jeremy Morse                | Jack McBrayer     | Roberto Peloni       | Christopher Fitzgerald | George Crawford            | Jonathan Portillo       |
| Earl            | Joe Tippett          | Nick Cordero           | Nick Bailey                 | Peter Hannah      | Felipe Colombo Eguía | Joe Tippett            | Tamlyn Henderson           | Mariano Palacios        |
| Cal             | Eric Anderson        | Eric Anderson          | Ryan G. Dunkin              | Stephen Leask     | Christian Alladio    | Eric Anderson          | Christopher D. Hunt        | Agustín Ocegueda        |
| Enfermera Norma | Charity Angél Dawson | Charity Angél Dawson   | Maiesha McQueen             | Kelly Agbowu      | Flo D'Elia           | Anastacia McCleskey    | Scarlet Gabriel            | Sofi Rodche             |

## Grabaciones
Hasta la fecha solo se ha editado el álbum del elenco original de Broadway, además de una grabación de las canciones del espectáculo interpretadas por la propia Sara Bareilles.

## Premios y nominaciones

### Producción original de Broadway
| Año  | Premio                     | Categoría                            | Nominado                        | Resultado |
| ---- | -------------------------- | ------------------------------------ | ------------------------------- | --------- |
| 2016 | Tony Award                 | Mejor musical                        | Mejor musical                   | Nominado  |
| 2016 | Tony Award                 | Mejor música original                | Sara Bareilles                  | Nominada  |
| 2016 | Tony Award                 | Mejor actriz principal en un musical | Jessie Mueller                  | Nominada  |
| 2016 | Tony Award                 | Mejor actor de reparto en un musical | Christopher Fitzgerald          | Nominado  |
| 2016 | Drama Desk Award           | Mejor musical                        | Mejor musical                   | Nominado  |
| 2016 | Drama Desk Award           | Mejor actriz en un musical           | Jessie Mueller                  | Nominada  |
| 2016 | Drama Desk Award           | Mejor actor de reparto en un musical | Christopher Fitzgerald          | Ganador   |
| 2016 | Drama Desk Award           | Mejor libreto de un musical          | Jessie Nelson                   | Nominada  |
| 2016 | Drama Desk Award           | Mejor música                         | Sara Bareilles                  | Nominada  |
| 2016 | Drama Desk Award           | Mejores letras                       | Sara Bareilles                  | Nominada  |
| 2016 | Drama League Award         | Mejor producción de un musical       | Mejor producción de un musical  | Nominado  |
| 2016 | Drama League Award         | Mejor intérprete                     | Jessie Mueller                  | Nominada  |
| 2016 | Outer Critics Circle Award | Mejor musical de Broadway nuevo      | Mejor musical de Broadway nuevo | Nominado  |
| 2016 | Outer Critics Circle Award | Mejor actriz en un musical           | Jessie Mueller                  | Nominada  |
| 2016 | Outer Critics Circle Award | Mejor actor de reparto en un musical | Christopher Fitzgerald          | Ganador   |
| 2016 | Outer Critics Circle Award | Mejor música nueva                   | Sara Bareilles                  | Nominada  |
| 2017 | Grammy Award               | Mejor álbum de teatro musical        | Mejor álbum de teatro musical   | Nominado  |

### Producción original del West End
| Año  | Premio        | Categoría                      | Nominado            | Resultado |
| ---- | ------------- | ------------------------------ | ------------------- | --------- |
| 2020 | Olivier Award | Mejor musical nuevo            | Mejor musical nuevo | Nominado  |
| 2020 | Olivier Award | Contribución musical destacada | Sara Bareilles      | Nominada  |